# 蒲爱德
蒲爱德（英語：Ida Pruitt，1888年—1985年），女，美国在华传教士，作家，医务社会工作者。

## 生平
1888年出生在山东蓬莱附坻的一个小镇。是美南浸信会传教士蒲其维和蒲安娜之女。她在黄县长大，在中国内地会创办的寄宿学校读书。1900年由于义和团运动的爆发，在烟台山领事馆避难。同年随家人回美国休假一年。在中国生活数年后，被送回美国接受中学教育。1906年开始在科利奇帕克的考克斯学校学习，1910年在纽约哥伦比亚大学教育学院获得学士学位。哥哥约翰早逝后，她又来到中国，在烟台市的一所教会女子学校教书。1918年返回美国。
1918年至1919年在费城慈善组织协会做救济工作。1920年由美国洛克菲勒基金會选派赴北京筹建医院社会服务部。1921年正式成立协和医学院社会服务部，开展医疗救助、生活服务等医务社会工作，拉开了中国医务社会工作的序幕。
1937年七七事变后返回美国，期间协助路易·艾黎成立“工業合作社”，并担任该组织国际组织美国总部干事。
1946年与陆慕德在纽约市租了一套公寓，继续从事社会服务工作。1951年退休后返回費城。1985年7月24日去世。

## 著作
- Ida Pruitt. . Chinese Materials Center. 1978. ISBN 9780896445239 （英语）.
- Ida Pruitt. . Stanford University Press. 1979. ISBN 9780804710992.
- Ida Pruitt. . Stanford University Press. 1967. ISBN 9780804706056 （英语）.

译著
- She Lao; Ida Pruitt. . Harcourt. 1951 （英语）.[註 1]

## 中文译本
- [美]艾达·普乐特. . 由廖中和 / 张凤珠翻译. 台湾学生书局. 1993年8月. ISBN 9789571504544 （中文（繁體））.
- 蒲爱德. . 国际友人丛书. 由张放翻译. 辽宁人民出版社. 1996年. ISBN 9787205037277.

## 延伸阅读
- King, Marjorie. . Hong Kong: Chinese University Press. 2006. ISBN 9629960575 （英语）.